# ماتابويسيت (ماساتشوستس)
ماتابويسيت (بالإنجليزية: Mattapoisett, Massachusetts)‏ هي بلدة أمريكية تقع في الولايات المتحدة في Plymouth County. يقدر عدد سكانها بـ 6,045 نسمة ومساحتها 62.6 كم2 وترتفع عن سطح البحر 8 متر.

## أعلام
- إليزابيث درو ستودارد
- ميلتون سيلفيرا
- جيمس دوايت